# Gea eff
Gea eff is een spinnensoort in de taxonomische indeling van de wielwebspinnen (Araneidae).
Het dier behoort tot het geslacht Gea. De wetenschappelijke naam van de soort werd voor het eerst geldig gepubliceerd in 1983 door Herbert Walter Levi.